# Centerville (Iowa)
Centerville és una ciutat i seu del Comtat d'Appanoose a l'estat d'Iowa dels Estats Units d'Amèrica.

## Demografia
Segons el cens dels Estats Units del 2000 Centerville tenia 5.924 habitants Segons el cens del 2000, tenia 5.924 habitants, 2.583 habitatges, i 1.516 famílies. La densitat de població era de 506 habitants per km².
Dels 2.583 habitatges en un 27,3% hi vivien nens de menys de 18 anys, en un 43,4% hi vivien parelles casades, en un 11,9% dones solteres, i en un 41,3% no eren unitats familiars. En el 36,3% dels habitatges hi vivien persones soles el 18,7% de les quals corresponia a persones de 65 anys o més que vivien soles. El nombre mitjà de persones vivint en cada habitatge era de 2,21 i el nombre mitjà de persones que vivien en cada família era de 2,88.
Per edats la població es repartia de la següent manera: un 23,3% tenia menys de 18 anys, un 8,9% entre 18 i 24, un 25,2% entre 25 i 44, un 19,9% de 45 a 60 i un 22,8% 65 anys o més.
L'edat mitjana era de 39 anys. Per cada 100 dones de 18 o més anys hi havia 78 homes.
La renda mitjana per habitatge era de 25.498 $ i la renda mitjana per família de 36.855 $. Els homes tenien una renda mitjana de 28.333 $ mentre que les dones 21.207 $. La renda per capita de la població era de 13.574 $. Entorn de l'11,3% de les famílies i el 18,2% de la població estaven per davall del llindar de pobresa.

## Poblacions properes
El següent diagrama mostra les poblacions més properes.